# ولاسکو ۲۰۷۱۹
سیارک ۲۰۷۱۹ (به انگلیسی: 20719 Velasco، نامگذاری:1999XL99) بیست هزار و هفتصد و نوزدهمین سیارک کشف شده‌است که در ۷ دسامبر ۱۹۹۹ کشف شد.
قدر مطلق سیارک برابر ۱۷٫۰ است.